# Порт-Моллер (аэропорт)
Аэропорт Порт-Моллер (англ. Port Moller Airport), (ИАТА: PML, ИКАО: PAAL, FAA LID: 1AK3) — частный гражданский аэропорт, расположенный в населённом пункте Порт-Моллер (Аляска), США. Аэропорт также известен под прежним названием Военно-воздушная база Порт-Моллер
Регулярные коммерческие рейсы в Аэропорт Колд-Бей выполняет местная авиакомпания Peninsula Airways (PenAir).

## Операционная деятельность
По данным статистики Федерального управления гражданской авиации США услугами аэропорта в 2008 году воспользовалось 487 человек, что на 14 % (427 человек) больше по сравнению с предыдущим годом.
Аэропорт Порт-Моллер занимает площадь в 149 гектар, расположен на высоте 6 метров над уровнем моря и эксплуатирует одну взлётно-посадочную полосу:
- 1/19 размерами 1067 x 30 метров с гравийным покрытием.